# Бурне двадесете
Бурне двадесете (енгл. Roaring Twenties) је израз којим се описује период у историји западне цивилизације који оквирно одговара 1920-им, а који је карактерисао општи раст благостања уз драматичне промене у култури, те, у мањој мери друштву, изазван развојем и применом нових технологија као што су аутомобили и радио. Сам израз се почео користити у САД где су ти трендови први почели, највише дошли до изражаја и утицали на остатак света, при чему је најпрепознатљивија била џез музика, по којој је у самим САД период добио име Доба џеза. У другим државама, које су за разлику од САД, у већој мери биле погођене Првим светским ратом, односно се дуже времена опорављале од његових политичких и економских последица, ти су трендови до изражаја дошли тек средином деценије; као један од примера се наводи Вајмарска република где су тзв. Златне двадесете су почеле тек 1924. године. У САД, али и остатку света, тај период је прекинут сломом њујоршке берзе и почетком велике економске кризе чије ће последице бити превладане тек иза Другог светског рата.